# 順正
順正（じゅんしょう、生年不詳 - 永禄7年〈1564年〉）は、戦国時代の僧侶。桜井円光寺の十四代住職。

## 略歴
円光寺の住職で、永禄7年（1564年）三河一向一揆で重傷を負った順正は、自らを本證寺10代空誓と名乗り、加美古墳（安城市）の上で自決したと言う 。その壮絶な最後の有様は、『参河門徒兵乱記』によって伝えられている 。空誓は順正の身代わりによって逃れることが出来たという。